# Фечтелер, Уильям Морроу
Уи́льям Мо́рроу Фе́чтелер (англ. William Morrow Fechteler; 6 марта 1896 года, Сан-Рафел, Калифорния, США — 4 июля 1967 года, Бетесда, Мэриленд, США) — адмирал Военно-морских сил США. В период с 16 августа 1951 года по 17 августа 1953 года служил начальником военно-морских операций.

## Биография
Уильям Фечтелер родился 6 марта 1896 года в городе Сан-Рафел (штат Калифорния, США), в семье контр-адмирала Огастеса Фрэнсиса Фечтелера. В 1916 году он закончил Военно-морскую академию США. Во время Первой мировой войны служил на линкоре USS Pennsylvania. В течение следующих двух десятилетий Фечтелер служил на различных должностях, включая эсминец USS  Perry.
В 1942–1943 годах капитан Фечтелер служил в Бюро навигации (позднее Бюро военно-морского персонала), а затем командовал линкором USS Indiana в Тихом океане. В начале 1944 года он получил звание контр-адмирала. С августа 1944 года по март 1945 года он был командиром десантной группы Восьмого флота США и участвовал в десантных операциях на островах Моротай и Лейте, а также в высадке в заливе Лингаен и в других операциях на Филиппинах. С марта 1945 года был заместителем начальника военно-морского персонала в Вашингтоне, а затем служил командиром линейных кораблей и крейсеров Атлантического флота. С февраля 1947 года по январь 1950 года он занимал должность заместителя начальника военно-морских операций. 1 февраля 1950 года становится главнокомандующим Атлантическим флотом США и занимает этот пост до августа 1951 года.
16 августа 1951 года адмирал Фечтелер был назначен начальником военно-морских операций, сменив на этом посту адмирала Форреста Шермана. В этой должности Фечтелер осуществлял поддержку военно-морским флотом наземных операций во время Корейской войны, а также руководил военно-морскими силами на Дальнем Востоке и в Европе. Он продолжил программу строительства новых авианосцев для военно-морского флота.
В 1953 году президентом США становится Дуайт Эйзенхауэр, который решил сменить всех руководителей вооруженных сил. В августе 1953 года адмирал Фечтелер был назначен на должность главнокомандующего вооруженными силами союзников в Южной Европе, штаб-квартира которой находилась в Неаполе (Италия). Он занимал эту должность до отставки в июле 1956 года. В течение следующих нескольких лет Фечтелер работал в специальном исследовательском комитете Министерства обороны США, затем в компании General Electric.
4 июля 1967 года Фечтелер скончался в военном госпитале в Бетесде, штат Мэриленд. Он похоронен на Арлингтонском национальном кладбище.

## Награды
- Медаль «За выдающуюся службу» (ВМС США)
- Медаль «За выдающуюся службу» (Армия США)
- Орден «Легион почёта»
- Бронзовая звезда
- Похвальная медаль
- Экспедиционная медаль ВМС
- Медаль Победы в Первой мировой войне
- Медаль «За защиту Америки»
- Медаль «За Американскую кампанию»
- Медаль «За Азиатско-тихоокеанскую кампанию»
- Медаль Победы во Второй мировой войне
- Медаль «За службу национальной обороне»
- Медаль за освобождение Филиппин

## Примечание
1. ↑  William Morrow Fechteler, Admiral, United States Navy. www.arlingtoncemetery.net. Дата обращения: 6 января 2020. Архивировано 1 февраля 2020 года.